# Kleurentrap

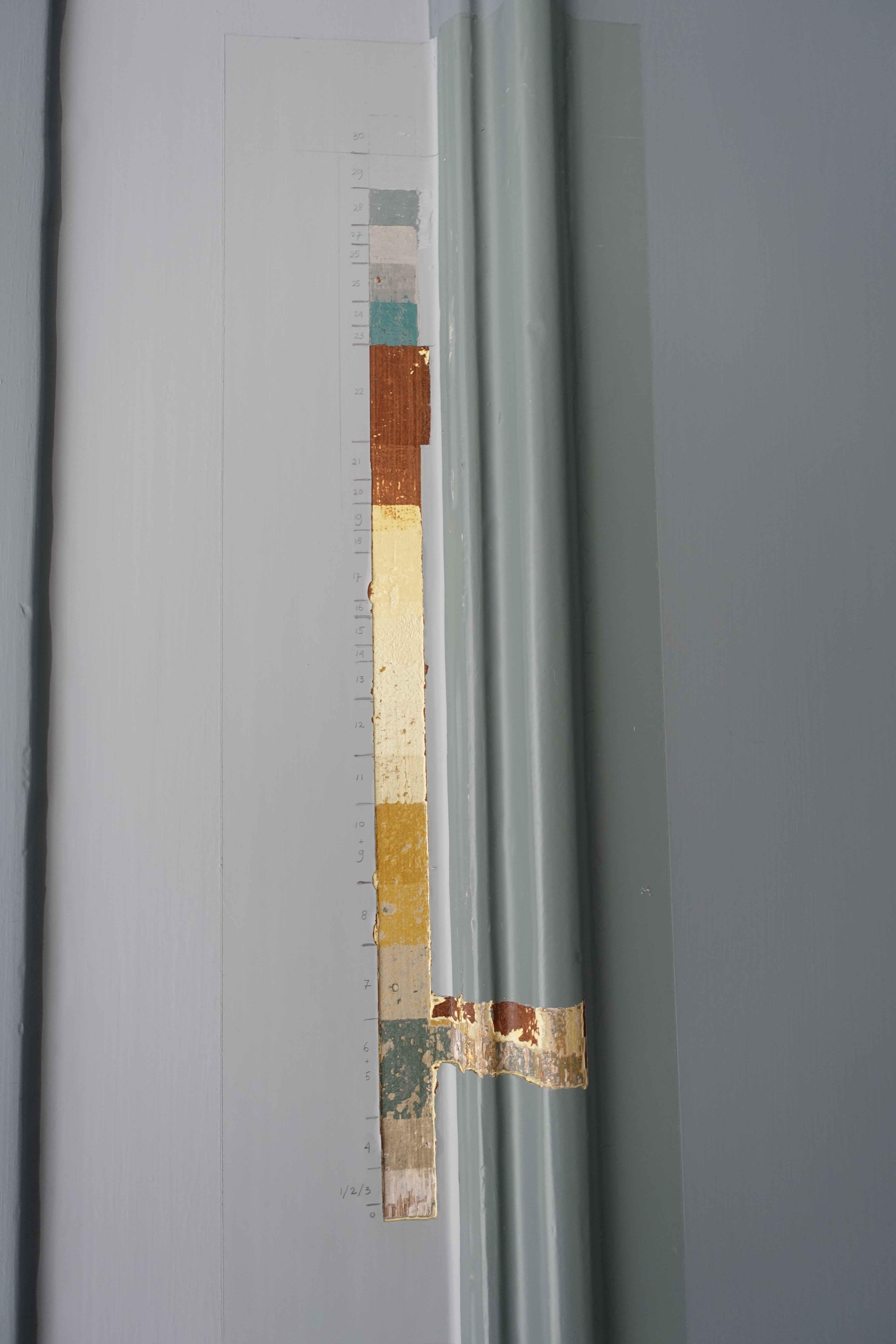
Een kleurentrap op een deur en daarnaast een op het deurkozijn.

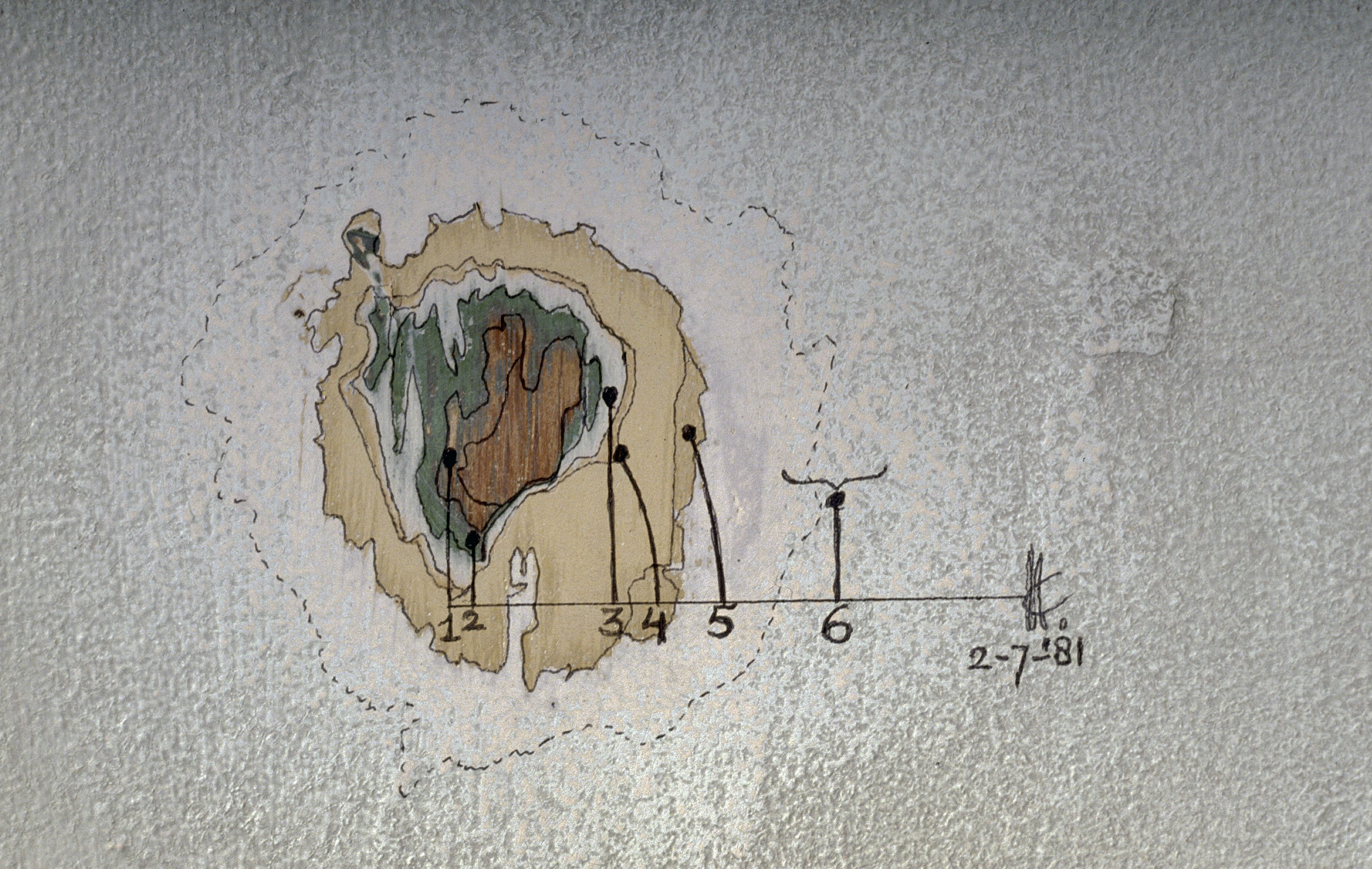
Een toverbal in het huis Over-Holland.

Een kleurentrap is een manier om bij oudere beschilderde voorwerpen een kleurhistorisch onderzoek te verrichten. De trap wordt, bij voorkeur, op de plek van een beschadiging in de verf gedaan. Een goed uitgevoerde kleurentrap zorgt er voor dat het kleurgebruik op die plek op chronologische volgorde bekeken kan worden. De eigenaar van een pand is niet verplicht om bewezen historische kleuren (opnieuw) toe te passen.

## Toepassing
Een kleurentrap wordt gemaakt door met een scherp mes (scheermes of een scalpel) steeds een laag verf af te krabben en bij het bereiken van de volgende kleur een stukje op te schuiven en daar het voorgaande te herhalen. Een kleurentrap wordt lineair uitgevoerd en vindt dus altijd in een rechte lijn plaats. De lagen worden genummerd, de drager (de beschilderde ondergrond) is laag 0 en alle lagen daarboven (grondverf, plamuur, etc.) worden oplopend genummerd met de bovenste laag (de zogenaamde zichtlaag) als hoogst genummerde. Dit effect kan (deels) ook bereikt worden door laag voor laag af te schuren.
Als er kleurhistorisch onderzoek plaatsvindt op een gebouw, dan wordt dit op meerdere plekken gedaan en per onderdeel (venster, beschilderde muur, kozijnen, plafonds, etc.) dan vindt het onderzoek daar ook op meerdere plekken plaats. Bij een venster zal bijvoorbeeld het kozijn, een kalf en panelen van een luik onderzocht worden. Pas als een kleur op meerdere locaties voorkomt, kan geconcludeerd worden dat deze werkelijk is toegepast. Bij een onderzoek kan namelijk ook gekozen zijn voor een proefstuk van een kleur en dan is die alleen daar toegepast.
Een vergelijkbare manier van kleuronderzoek is de toverbal, waarbij er geen lineaire werkwijze toegepast wordt, maar een rondom waardoor er een lijnenspel ontstaat zoals bij een gelijknamige snoepgoed.